# Bill Ivy
William David Ivy (Maidstone, Kent, Inglaterra, 27 de agosto de 1942 - Hohenstein-Ernstthal, RDA, 12 de julio de 1969) fue un piloto de motociclismo británico, fue campeón del mundo de 125cc en 1967.

## Biografía
La gran oportunidad de Ivy, más conocido como Little Bill, en las carreras de Grand Prix motocicleta llegó al final de la 1965, cuando Yamaha lo seleccionó como sustituto y lo llevó a Japón en octubre debido a la regularidad. El piloto Mike Duff se estrelló en la práctica para el GP de Japón, sufriendo una fractura en el muslo. Ivy terminó cuarto en la carrera de 125 cc y tercero en la categoría de 250 cc, el más alto de los Yamahas. En 1966, ganó su primera carrera como piloto para el equipo Yamaha en la primera carrera del año, el Gran Premio de España en el Circuito del Parque de Montjuic, Barcelona en España, y obtuvo tres victorias más, sin embargo, no lo suficiente como para vencer al piloto suizo Luigi Taveri, quien venció a Ivy por el título por seis puntos.
En 1967, Ivy dominó el campeonato de 125 cc: ganó ocho de doce carreras para reclamar la Campeonato del Mundo por 16 puntos sobre Phil Read. Además de esto, ganó dos carreras de 250 cc en Gran Premio de Francia y Gran Premio de Bélgica.
En 1968, Ivy y su compañero de equipo Phil Read controlaron los campeonatos de 125 y 250 cc. En el proceso, Ivy también se convirtió en el primer piloto de 125cc en recorrer el famoso campo de montaña de TT de la isla de Man a más de 100 mph. A medida que avanzaba la temporada, Yamaha les ordenó ganar un título cada uno, con Ivy programado para ganar el campeonato de 250 cc y Read el de 125 cc. Después de asegurar el título de 125 cc, Read ignoró las órdenes de Yamaha de empatar con Ivy en los puntos. El desempate se decidió en los tiempos generales de carrera, y Read se llevó el título. Ivy anunció su retiro de las carreras de motocicletas, afirmando que competiría en Fórmula Dos durante de automovilismo la próxima temporada.

## Muerte

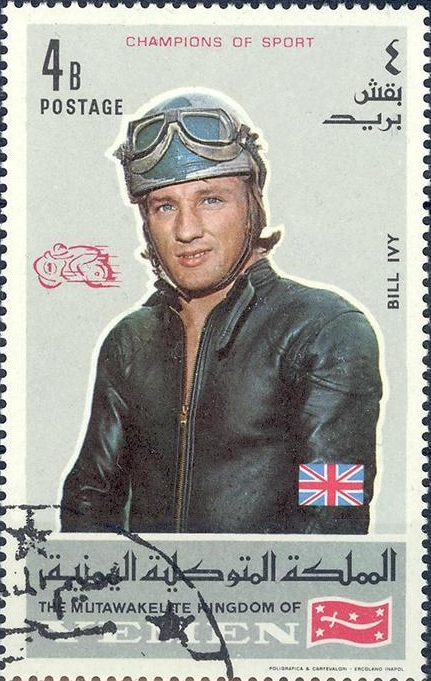
Bill Ivy en un sello de 1969

A pesar de mostrar algunos resultados impresionantes en la Fórmula Dos, con el fin de financiar aún más sus carreras de autos, una oferta de Jawa lo atrajo de nuevo al motociclismo y en la temporada 1969 compite con su motocicleta Jawa 350. 
Durante los entrenamientos de 350cc del Gran Premio de Alemania del Este, se estrella contra un muro a causa de un fallo de la moto mientras se ajustaba el casco. Murió tres horas después en el hospital.

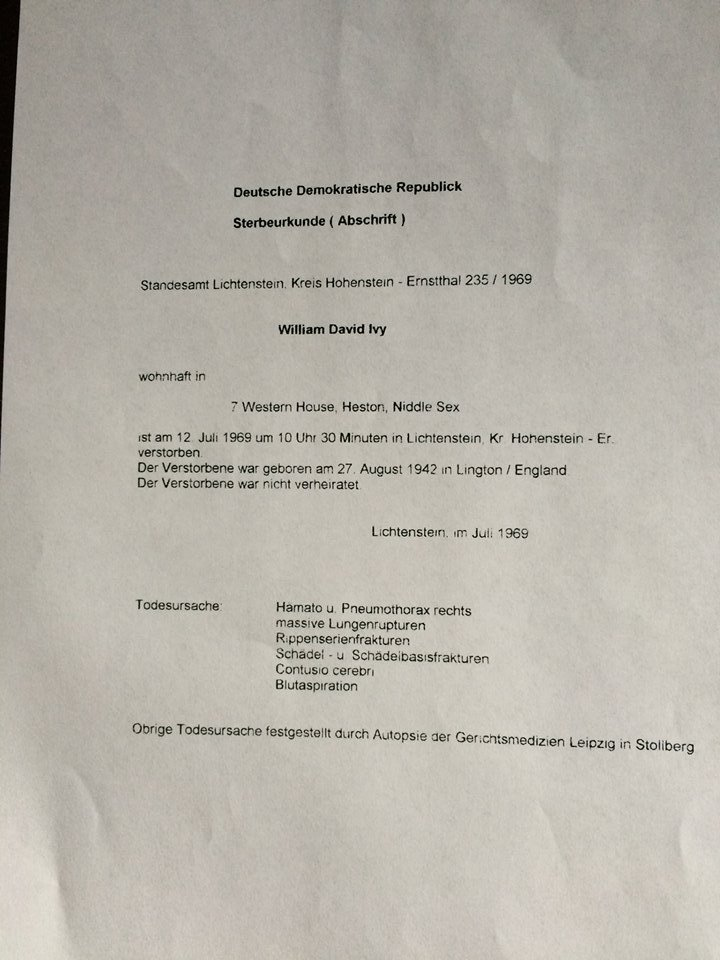

Ivy murió a causa de las heridas recibidas en el impacto con el poste de la cerca. Las lesiones se enumeraron como un cráneo fracturado, hemorragia cerebral, costillas fracturadas y una punción grande en al menos uno de sus pulmones.

## Resultados en el Campeonato del Mundo
Sistema de puntuación desde 1950 hasta 1968:
| Posición | 1.º | 2.º | 3.º | 4.º | 5.º | 6.º |
| Puntos   | 8   | 6   | 4   | 3   | 2   | 1   |

### Carreras por año
(Carreras en negrita indica pole position, carreras en cursiva indica vuelta rápida)
| Año  | Cat.  | Equipo        | 1       | 2       | 3       | 4       | 5          | 6       | 7       | 8       | 9     | 10      | 11    | 12    | 13    | Pts. | Pos. | Vic. |
| ---- | ----- | ------------- | ------- | ------- | ------- | ------- | ---------- | ------- | ------- | ------- | ----- | ------- | ----- | ----- | ----- | ---- | ---- | ---- |
| 1962 | 50cc  | Chisholm Itom | ESP -   | FRA -   | IDM 25  | NED -   | BEL -      | GER -   | ULS -   | RDA -   | NAT - | FIN -   | ARG - |       |       | 0    | –    | 0    |
| 1963 | 50cc  | Sheene        | ESP -   | GER -   | FRA -   | IDM 7   | NED -      | BEL -   |         |         | FIN - |         | ARG - | JPN - |       | 0    | –    | 0    |
| 1963 | 125cc | Bultaco       | ESP -   | GER -   | FRA -   | IDM NC  | NED -      | BEL -   | ULS -   | RDA -   | FIN - | NAT -   | ARG - | JPN - |       | 0    | –    | 0    |
| 1965 | 125cc | Yamaha        | USA -   | GER -   | ESP -   | FRA -   | IDM 7      | NED 4   |         | RDA -   | CZE - | ULS -   | FIN - | NAT - | JPN 4 | 6    | 13°  | 0    |
| 1965 | 250cc | Yamaha        | USA -   | GER -   | ESP -   | FRA -   | IDM Ret    | NED -   | BEL -   | RDA -   | CZE - | ULS -   | FIN - | NAT - | JPN 3 | 4    | 16°  | 0    |
| 1965 | 350cc | AJS           |         | GER -   |         |         | IDM Ret    | NED -   |         | RDA -   | CZE - | ULS -   | FIN - | NAT - | JPN - | 0    | –    | 0    |
| 1965 | 500cc | Matchless     |         | GER -   |         |         | IDM Ret    | NED Ret | BEL -   | RDA -   | CZE - | ULS -   | FIN - | NAT - | JPN - | 0    | –    | 0    |
| 1966 | 125cc | Yamaha        | ESP 1   | GER 9   |         | NED 1   |            | RDA 3   | CZE 3   | FIN Ret | ULS - | IDM 1   | NAT 3 | JPN 1 |       | 40   | 2°   | 4    |
| 1966 | 250cc | Yamaha        | ESP Ret | GER 3   | FRA Ret | NED -   | BEL 6      | RDA -   | CZE -   | FIN -   | ULS - | IDM Ret | NAT - | JPN - |       | 5    | 12°  | 0    |
| 1966 | 350cc | Yamaha        |         | GER -   | FRA -   | NED -   |            | RDA -   | CZE -   | FIN -   | ULS - | IDM -   | NAT - | JPN 2 |       | 6    | 11°  | 0    |
| 1967 | 125cc | Yamaha        | ESP 1   | GER Ret | FRA 1   | IDM NC  | NED 2      | BEL -   | RDA 1   | CZE 1   | FIN 2 | ULS 1   | NAT 1 | CAN 1 | JPN 1 | 56   | 1°   | 8    |
| 1967 | 250cc | Yamaha        | ESP Ret | GER Ret | FRA 1   | IDM Ret | NED 2      | BEL 1   | RDA 2   | CZE 2   | FIN 2 | ULS 3   | NAT 2 | CAN - | JPN 6 | 46   | 3°   | 2    |
| 1968 | 125cc | Yamaha        | GER Ret | ESP Ret | IDM 2   | NED Ret |            | RDA 2   | CZE Ret | FIN 2   | ULS 1 | NAT 1   |       |       |       | 34   | 2°   | 2    |
| 1968 | 250cc | Yamaha        | GER 1   | ESP Ret | IDM 1   | NED 1   | BEL Ret    | RDA 1   | CZE 2   | FIN Ret | ULS 1 | NAT 2   |       |       |       | 46   | 2°   | 5    |
| 1969 | 350cc | Jawa          | ESP -   | GER 2   | IDM -   | NED 2   | RDA DNS(†) | CZE -   | FIN -   | ULS -   | NAT - | YUG -   |       |       |       | 24   | 10°  | 0    |